# Aldus-Verlag (Diez an der Lahn)
Der Aldus-Verlag Diez an der Lahn war ein kleiner deutscher Verlag. 
Namensgeber des Verlages ist Aldus Manutius, als Verlagssignet wurde das Druckerzeichen der Aldus-Presse, ein Anker mit Delphin, verwendet.
Der Verlag wurde 1947 von Wolfgang Krüger (1891–1970), Heinrich Scheffler (1915–1998) und dem Verlagsbuchhändler Hartmann Goertz (1907–1991) gegründet. Wolfgang Krüger war zuvor Direktor der Universitas Deutsche Verlags-AG in Berlin und Inhaber seines 1934 von ihm gegründeten Verlags (1934 Krüger-Verlag Berlin, ab 1948 Wolfgang Krüger - Hamburg). Eine geplante Zusammenarbeit mit Walter Hummelsheim kam nicht zustande, da dieser auf Eigenständigkeit des Verlages bestand.

„Außerdem wird der Aldus-Verlag in einem derartigen Abhängigkeitsverhältnis von der Muttergesellschaft stehen, dass er praktisch überhaupt keine Möglichkeit hat, ein Selbstbestimmungsrecht [...] auszuüben.“

Der Verlag kann als Dependenz des Verlages von Wolfgang Krüger verstanden werden, der in Diez gegründet wurde, um auch in der Französischen Besatzungszone Buchveröffentlichungen durchführen zu können. So erschien der in Frankfurt gedruckte Roman Jean Schlumbergers Ein Glücklicher in 8000 Exemplaren ohne Lizenzvermerk im Wolfgang-Krüger-Verlag in Hamburg und in 4000 Exemplaren mit einer französischen Lizenz im Aldus-Verlag. Infolge der fortschreitenden Öffnung und Verbindung der Westzonen wurden derartige Doppelveröffentlichungen unnötig. Der Verlag wurde 1949 aufgelöst.